# Johann Friedrich Wurm
Johann Friedrich Wurm (* 19. Januar 1760 in Nürtingen; † 23. April 1833 in Stuttgart) war ein deutscher Lehrer und Astronom.

## Leben
Wurm war der Sohn des Pfarrers Gottlieb Friedrich Wurm (1733–1803) und der Verwaltertochter Beate Christiana Wolff (1736–1760). Sein Vater war Präzeptor an der Lateinschule von Nürtingen. Nach dem Tod seiner ersten Frau, Johann Friedrichs Mutter, heiratete sein Vater am 4. November 1760 Johanna Katharina Ziegler. Mit ihr hatte er sechs Kinder. Wurms Vater unterrichtete ihn in den alten Sprachen, sodass Johann Friedrich 1774 dem Seminar in Denkendorf und 1776 dem in Maulbronn beitreten konnte. 1778 immatrikulierte er sich an der Universität in Tübingen (Matrikel-Nr.: 37 734) für Theologie. Nach Ende seines Studiums 1783 arbeitete er als Vikar unter anderem bei seinem Vater in Oberensingen. 
Von 1788 bis 1797 war er Präzeptor an der Lateinschule in Nürtingen, dann Pfarrer in Gruibingen. Ab 1800 war er Professor für Griechisch und Latein sowie Mathematik am Gymnasium von Blaubeuren, ab 1807 in Stuttgart. Aufgrund einer Augenkrankheit ging er 1824 in Pension.
1797 wurde er zum korrespondierenden Mitglied der Göttinger Akademie der Wissenschaften gewählt, 1809 wurde er in gleicher Eigenschaft in die Bayerische Akademie der Wissenschaften aufgenommen.

### Familie
Wurm heiratete am 29. Juli 1788 in Sielmingen Christiane Luise Friederike Liesching (1767–1814), mit der er drei Kinder bekam.
Seine Söhne durchliefen ebenfalls den theologischen Ausbildungsgang. Julius Friedrich Wurm (1791–1839) war zunächst Professor am Seminar in Blaubeuren, ab 1833 Stadtpfarrer in Waldenbuch. Christian Friedrich Wurm (1803–1859) studierte ebenfalls Theologie, bevor er seine Berufung zum Gymnasiallehrer und historisch-politischen Journalisten entdeckte. Obwohl er seine zweite Heimat in Hamburg gefunden hatte und von dort 1848 ins Frankfurter Vorparlament entsandt wurde, kehrte er noch einmal für kurze Zeit nach Württemberg zurück. Bei einem Verwandtenbesuch im Neckarkreis ließ er sich als Kandidat zur konstituierenden Nationalversammlung aufstellen und wurde Mitglied der Frankfurter Nationalversammlung von 1849.

## Astronomie
Wurm verfasste zahlreiche Veröffentlichungen zum Beispiel in der von Franz Xaver von Zach gegründeten Fachzeitschrift. Ferner erschienen von ihm Geschichte des neuen Planeten Uranus (Gotha 1791) und Praktische Anleitung zur Parallaxenberechnung (Tübingen 1804). Er war Teilnehmer des ersten deutschen Astronomenkongresses von 1798 in Gotha. Er war auch einer der ersten Astronomen, die sich mit veränderlichen Sternen beschäftigten. Er bestimmte die Periode von Algol mit 2 Tagen, 20 Stunden, 48 Minuten, 58 Sekunden.
Seine sprachliche Ausbildung ermöglichte es ihm, den Artikel Beiträge zur Astronomie der Araber zu verfassen (1811).
Er widerlegte Johann Albrecht Bengel, der die Wiederkehr Christi für den 18. Juni 1836 berechnet hatte (J. A. Bengel's Cyclus oder der astronomische Theil von dessen apokalyptischem Systeme gemeinverständlich dargestellt, Stuttgart 1831; Ueber die Beweisgründe für Bengel’s apokalyptische Zeitrechnung, ebenda 1832).